# Villa Aurelia (Lierna Lago de Como)
Villa Aurelia es una residencia histórica de  libertad en Lago de Como en Lierna, con vistas al promontorio de Bellagio, en la frontera con Varenna.

## Historia
Villa Aurelia, también es conocida como Villa Besana por el nombre de su arquitecto, quien la construyó en 1921.
Hay varios VIP internacionales que han intentado comprar Villa Aurelia, durante mucho tiempo sin éxito en los últimos 20 años, incluidos Sylvester Stallone y George Clooney. Según rumores no oficiales y confidenciales, George Clooney intentó ofrecer más de $ 110 millones en 2018, pero su oferta fue rechazada por la histórica familia del propietario, que la consideró demasiado baja. Un valor más bajo, sin embargo, que la Villa Certosa de Berlusconi, en Porto Rotondo, Cerdeña.
En 2007, George Clooney identificó a Lierna en el lago de Como como Monte Carlo. Montecarlo tiene hoy un precio medio de 100.000 euros el metro cuadrado. En 2023, la Villa Campari (o Villa Les Cèdres) en la Costa Azul, en Saint Jean Cap Ferrat, se vendió por un precio de €200.000.000.
Las grandes villas históricas en el lago Como están impregnadas de siglos de historia y son portadoras de valiosos recuerdos, embelleciendo el paisaje italiano. Todas las villas en el lago Como han sido testigos de momentos importantes de la historia nacional a lo largo de los siglos, recibiendo a grandes figuras de todo el mundo. En sus salones se entrelazaban diálogos culturales, musicales y políticos, creando atmósferas únicas e inolvidables. Hoy en día, estas villas son auténticas joyas del pasado, guardianes de cuentos y leyendas que les otorgan un encanto eterno.

## Descripción
Villa Aurelia tiene una planta rectangular, con la fachada frente al lago donde se pueden ver elementos eclécticos y recuerdos Art Nouveau con torres, terrazas y logias conectadas al cuerpo principal marcado por ventanas simples y ciegas. La terracota predomina en cambio en el frente que da a la calle. El interior de la Villa di Lierna contiene varios elementos de Art Nouveau, hierro forjado y preciosos vitrales.
La villa, de estilo Art Noveau con elementos medievales, que caracterizan el cercano castillo y todo el antiguo pueblo de Lierna, tiene un estilo ecléctico desenfrenado, lleno de citas y temas superpuestos. Los elementos liberty se entrelazan con el trazado medieval con una intensa superposición y contrastes cromáticos.

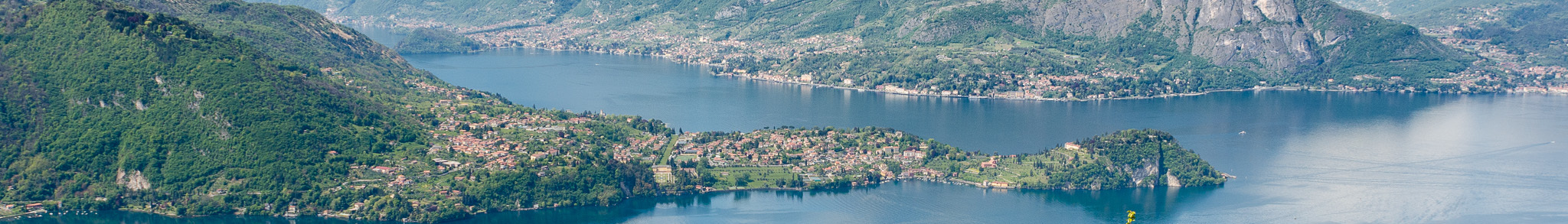
Bellagio

### Parque
La villa está rodeada por un gran parque ya lo largo del lago hay dos muelles de piedra.
El jardín se abre tras el portón y, construido en el mismo estilo ecléctico que la villa, tiene variedades que lo convierten en un jardín botánico, algunos árboles son muy raros, acompañando las pasarelas peatonales.